# FODMAP
Los FODMAP  (por las siglas en inglés Fermentable Oligo-Di-Monosaccharides and Polyols) son carbohidratos de cadena corta y alcoholes relacionados, que son mal absorbidos en el intestino delgado. El término FODMAP puede traducirse como oligosacáridos, disacáridos, monosacáridos y polioles fermentables. Estos incluyen la fructosa, la lactosa, los fructosanos y galactanos, y edulcorantes (polioles) tales como el sorbitol, el manitol, el xilitol, el maltitol y otros terminados en "-ol". Los FODMAP pueden provocar ciertas molestias digestivas, como hinchazón abdominal, en personas hipersensibles a la distensión del intestino o que tienden a acumular gas o líquidos, pero no causan inflamación intestinal, y de hecho contribuyen a evitarla, pues producen alteraciones beneficiosas en la microbiota intestinal y contribuyen a mantener la buena salud del colon.
La denominada "dieta baja en FODMAP" (en la que se restringe la ingesta de alimentos ricos en FODMAP) ayuda a controlar los síntomas digestivos a corto plazo en personas con el síndrome del intestino irritable, pero su seguimiento a largo plazo puede acarrear efectos negativos. Solo se debe emplear durante cortos períodos de tiempo y bajo asesoramiento de un especialista en nutrición. Son precisos más estudios para evaluar el verdadero impacto de estas dietas sobre la salud.
El empleo de una dieta baja en FODMAP sin una completa evaluación médica puede acarrer graves riesgos para la salud. Puesto que se suprime o reduce el consumo de gluten, el alivio de los síntomas digestivos con esta dieta puede indicar la presencia de una enfermedad celíaca no reconocida y podría enmascarar su diagnóstico y correcto tratamiento, con el consiguiente riesgo de complicaciones entre las que se incluye el cáncer.
Los FODMAP, especialmente los fructosanos, están presentes en los cereales que contienen gluten y se han identificado como una posible causa de síntomas en personas con sensibilidad al gluten no celíaca. Estudios de 2018 y de 2019 concluyen que aunque los fructosanos presentes en el trigo y cereales relacionados pueden desempeñar un papel en la sensibilidad al gluten no celíaca, solo explican ciertos síntomas gastrointestinales, como la sensación de hinchazón, pero no los síntomas extra-digestivos que las personas con sensibilidad al gluten pueden desarrollar, tales como trastornos neurológicos, fibromialgia, alteraciones psicológicas y dermatitis.

## Antecedentes
El concepto de FODMAP apareció publicado en un artículo de 2005 en el que se proponía que una reducción colectiva del consumo de estos carbohidratos de cadena corta indigestos o poco absorbidos minimizaría la distensión de la pared intestinal. Para ese momento no había un término para referirse a los carbohidratos de cadena corta por lo que se introdujo el término 'FODMAP'.
Las dietas bajas en FODMAP fueron originalmente desarrolladas en la Universidad de Monash en Melbourne, Australia. El equipo Monash realizó las primeras pruebas para determinar si una dieta baja en FODMAP podía mejorar los síntomas en pacientes con síndrome del intestino irritable y estableció el mecanismo por el cual la dieta producía su efecto. El equipo Monash también estableció un programa de análisis alimentario riguroso para medir el contenido de FODMAP en una amplia selección de alimentos australianos e internacionales. Los datos de composición de los FODMAP generados por el equipo Monash actualizaron datos anteriores basados en una literatura limitada.
Actualmente, existen evidencias de que las dietas bajas en FODMAP mejoran a corto plazo el control de los síntomas digestivos en aproximadamente el 68-76% de las personas con síndrome del intestino irritable, pero su potencial para alterar la flora intestinal y la elevada restricción de nutrientes pueden acarrear efectos negativos a largo plazo.

## Alimentos ricos en FODMAP
Los siguientes alimentos son ricos en FODMAP.
- Oligosacáridos: El trigo, la cebada, el centeno, la cebolla, el puerro, la parte blanca del cebollín, el ajo, la chalota, la alcachofa, la remolacha, el hinojo, los guisantes, las endivias, los pistachos, los anacardos, las leguminosas, las lentejas y los garbanzos.
- Disacáridos: la leche, el pudding, el helado y el yogur.
- Monosacáridos: la manzana, la pera, el mango, las cerezas, la sandía, los espárragos, los bisaltos, la miel y el jarabe de maíz rico en fructosa.
- Polioles: la manzana, la pera, el albaricoque, las cerezas, la nectarina, el melocotón, las ciruelas, la sandía, las setas, la coliflor, los chicles, los caramelos de menta y las golosinas sin azúcar.

## Efectos sobre la salud
Aunque los FODMAP pueden provocar ciertas molestias digestivas, como hinchazón abdominal, en realidad no solo no causan inflamación intestinal, sino que la evitan. Asimismo, producen alteraciones beneficiosas en la flora intestinal y generan ácidos grasos de cadena corta, los cuales son particularmente importantes para mantener la buena salud del colon y tienen propiedades anticancerígenas y antiinflamatorias.
Varios estudios concluyen que restringir estos FODMAP de la dieta, como en las dietas bajas en FODMAP, ayuda a controlar los síntomas digestivos a corto plazo en personas con el síndrome del intestino irritable y otros desórdenes gastrointestinales funcionales. No obstante, esta dieta puede alterar negativamente la flora intestinal y la correcta ingesta de nutrientes, por lo que su seguimiento a largo plazo puede acarrear efectos negativos. Son precisos más estudios para evaluar el verdadero impacto de estas dietas sobre la salud.

### Trastornos gastrointestinales funcionales
La base de muchos trastornos gastrointestinales funcionales es la distensión del lumen intestinal. Tal distensión luminal puede inducir dolor, sensación de distensión abdominal, distensión abdominal y trastornos de motilidad. Los enfoques terapéuticos buscan reducir los factores que conducen a la distensión, sobre todo de la parte distal del intestino delgado y proximal del intestino grueso. Las sustancias alimenticias que pueden inducir distensión son aquellas que se absorben mal en el intestino delgado proximal, osmóticamente activo, y se fermentan por las bacterias intestinales con producción de hidrógeno (en lugar de metano). Las pequeñas moléculas del grupo FODMAP exhiben estas características.
Cuando un FODMAP no es absorbido en el intestino delgado pasa al intestino grueso, en donde es rápidamente fermentado por las bacterias generando gases. Las personas con hipersensibilidad visceral pueden experimentar síntomas gastrointestinales, como los relacionados con el síndrome del intestino irritable. La intolerancia a la fructosa y a la lactosa pueden producir síntomas a través del mismo mecanismo, pero muchos de los que se benefician de una dieta baja en FODMAP no necesitan restringir la fructosa o la lactosa. Es posible identificar estas dos condiciones con las pruebas del aliento con hidrógeno para intentar evitar restricciones dietéticas innecesarias. Sin embargo, algunos autores sostienen que esta prueba no es una herramienta de diagnóstico adecuada debido a que un resultado negativo no excluye que los síntomas puedan mejorar con la restricción dietética.

### Enfermedad celíaca
Varias enfermedades pueden causar molestias digestivas, similares a las que se presentan en el síndrome del intestino irritable. Especialmente importante es el caso de la enfermedad celíaca. Puesto que en una dieta baja en FODMAP se suprime o reduce el consumo de gluten, la mejoría de los síntomas digestivos con esta dieta puede indicar la presencia de una enfermedad celíaca no reconocida y podría impedir o enmascarar su diagnóstico y correcto tratamiento, que es una dieta sin gluten de manera estricta y mantenida de por vida. Muchas personas celíacas sin diagnosticar infravaloran sus múltiples y frecuentes molestias, tanto digestivas como generales, porque se han acostumbrado a vivir con un estado de mala salud crónica como si fuera normal, y solo son capaces de reconocer que en realidad sí tenían síntomas relacionados con la enfermedad celíaca cuando comienzan la dieta sin gluten y se hace evidente la mejoría, en contraste con la situación previa a la dieta.
La enfermedad celíaca ha sido considerada tradicionalmente como un trastorno únicamente digestivo, pero actualmente se sabe que se trata realmente de una enfermedad crónica, multiorgánica autoinmune, que afecta al intestino y puede dañar prácticamente cualquier órgano o tejido. Si bien se produce una "intolerancia permanente" al gluten, no se trata de una simple intolerancia alimentaria, ni mucho menos de una alergia.
Sin el tratamiento correcto, puede provocar complicaciones de salud muy graves, entre las que cabe señalar diversos tipos de cáncer (tanto del aparato digestivo, con un incremento del riesgo del 60%, como de otros órganos), trastornos neurológicos y psiquiátricos, otras enfermedades autoinmunes y osteoporosis.

 Solo la retirada del gluten de manera estricta y mantenida de por vida, sin transgresiones y evitando las contaminaciones cruzadas con gluten, permite la recuperación y evita o disminuye el riesgo de desarrollar complicaciones. Asimismo, el retraso en el diagnóstico de la enfermedad celíaca aumenta la probabilidad de desarrollar cánceres.

### Sensibilidad al gluten no celíaca
Cuando los síntomas de la sensibilidad al gluten no celíaca se limitan a alteraciones gastrointestinales, puede darse una superposición con la alergia al trigo, el síndrome del intestino irritable (SII) y (menos probable) la intolerancia a los FODMAP. La presencia de síntomas extra-digestivos o enfermedades asociadas, que cada vez se reconoce más como un "sello distintivo" de la sensibilidad al gluten no celíaca, ayuda a realizar el diagnóstico diferencial. Entre ellos cabe destacar diversos trastornos neurológicos (tales como cefaleas, migrañas, mente “nublada”, cansancio aumentado sin motivo aparente, hormigueos en manos o pies, debilidad muscular, dolores músculo-esqueléticos, la ataxia, la demencia, el síndrome de las piernas inquietas, la neuropatía periférica, la epilepsia la esclerosis múltiple,  el Alzheimer, la encefalopatía, parkinsonismos, la esquizofrenia, el autismo, la hiperactividad, el trastorno obsesivo-compulsivo, el síndrome de Tourette, las alucinaciones, que algunos autores han denominado "psicosis por gluten", el trastorno bipolar, la parálisis cerebral y diversos trastornos neuromusculares que provocan movimientos involuntarios, pérdida de fuerza, atrofia, parálisis o alteraciones sensoriales), trastornos psiquiátricos (tales como ansiedad, depresión), alergias, asma, rinitis, erupciones en la piel (tales como urticaria, dermatitis atópica), anemia, obesidad, trastornos de la conducta alimentaria, entre otros. Asimismo, los síntomas tanto digestivos como no digestivos son similares a los que produce la enfermedad celíaca. La distinción entre ambas es muy complicada y a menudo no se realiza correctamente. De hecho, una gran parte de personas diagnosticadas como sensibilidad al gluten no celíaca son realmente celíacos, en los que no se ha sabido reconocer la enfermedad.
La patogénesis de la sensibilidad al gluten no celíaca no está completamente aclarada y aún no se ha determinado con seguridad en qué medida el gluten, los FODMAP contenidos en los cereales con gluten u otras proteínas de estos cereales son los causantes de los síntomas. Por estas razones, la sensibilidad al gluten no celíaca es un síndrome controvertido, y algunos autores lo cuestionan y sugieren que el término "sensibilidad al trigo no celíaca" es más apropiado, sin olvidar que otros cereales con gluten también están implicados en el desarrollo de los síntomas.
Un ensayo doble ciego controlado con placebo realizado en 2011 por Biesiekierski y col. en pacientes con síndrome del intestino irritable confirmó que el gluten causó un claro empeoramiento de los síntomas gastrointestinales en comparación con el placebo. Sin embargo, en un segundo ensayo realizado por los mismos investigadores en 2013 en un pequeño grupo de pacientes con síndrome del intestino irritable, en los que también se redujo el consumo de FODMAP, los autores no encontraron diferencias entre los grupos de placebo o el gluten, y el concepto de sensibilidad al gluten no celíaca como un síndrome fue cuestionado. Sin embargo, este estudio tenía errores de diseño y una selección incorrecta de los participantes, lo que podría haber ocultado el verdadero efecto de la reintroducción del gluten.
Una revisión publicada en mayo de 2015 concluyó que el efecto de los FODMAP no justifica los síntomas extradigestivos y se limita a síntomas gastrointestinales leves a lo sumo, y que junto con el gluten, otras proteínas presentes en los cereales con gluten (inhibidores de α-tripsina/amilasa , ATI por sus siglas en inglés) son responsables de la reacción inmunitaria que desencadena los diversos síntomas de la sensibilidad al gluten no celíaca.
En 2018, en un estudio doble ciego cruzado con 59 personas que estaban a dieta sin gluten, en el que se hicieron provocaciones con gluten, fructosanos o placebo, la aparición de síntomas intestinales (concretamente la sensación de hinchazón) estuvo justo por debajo del límite estadístico para considerarlo significativo después de la provocación con fructosanos, en comparación con las proteínas del gluten (P = 0,049). A pesar de que las diferencias entre las tres provocaciones fueron muy pequeñas, los autores concluyeron que es más probable que los fructosanos, y no el gluten, sean la causa de los síntomas gastrointestinales de la sensibilidad al gluten no celíaca. Además, otro factor de confusión es que los fructosanos utilizados en el estudio se extrajeron de la raíz de achicoria y no del trigo, por lo que queda por determinar si los fructosanos del trigo (los principales FODMAP de este cereal) producen el mismo efecto.
Una revisión de 2018 concluyó que aunque la intolerancia a los fructosanos puede desempeñar un papel en la sensibilidad al gluten no celíaca, solo explica algunos síntomas gastrointestinales, pero no los síntomas extra-digestivos que pueden desarrollar las personas con sensibilidad al gluten no celíaca, tales como trastornos neurológicos, fibromialgia, alteraciones psicológicas y dermatitis; y que los FODMAP causan síntomas digestivos cuando la persona es hipersensible a la distensión intestinal.
Una revisión de 2019 concluyó que los fructosanos pueden causar ciertos síntomas parecidos a los del síndrome del intestino irritable, como sensación de hinchazón, pero no es probable que causen activación del sistema inmunitario ni síntomas extra-digestivos puesto que, de hecho, en muchas personas con sensibilidad al gluten no celíaca los síntomas desaparecen después de eliminar los cereales que contienen gluten mientras continúan comiendo frutas y verduras con alto contenido de FODMAP en su dieta diaria.